# Truhenmeister
Der Truhenmeister war der Finanzverwalter der Ritterschaft und von Ausschüssen, aber auch der Stifte, der „Truhe“, während der Landschaftseinnehmer für die Finanzverwaltung der Landschaftskasse für die Landstände zuständig war. Das betraf auch die Einnahme der Steuern von den Untertanen. Der Truhenmeister wurde anfänglich aus den Ritterhauptleuten bestimmt, später aus dem Ortsvorstand. Er verfügte über einen Truhenschreiber, der gewissermaßen die Registratur führte. Er wurde zwar gewählt, musste aber vom Landvogt in seinem Amt bestätigt werden. Truhenmeister und Landschaftseinnehmmer vertraten gemeinsam die Landschaft gegenüber dem Landesherren.